# غار اسکندری
غار اسکندری مربوط به دوران پارینه‌سنگی جدید - هزاره سوم قبل از میلاد - دوره ایلخانی است و در شهرستان پل‌دختر، بخش مرکزی، دهستان جایدر، روستای چم مهر واقع شده و این اثر در تاریخ ۱۵ دی ۱۳۸۷ با شمارهٔ ثبت ۲۴۲۶۲ به‌عنوان یکی از آثار ملی ایران به ثبت رسیده است.